# Guardian (Marvel Comics)
Pour les articles homonymes, voir Guardian.
James « Mac » MacDonald-Hudson, alias Guardian est un super-héros évoluant dans l'univers Marvel de la maison d'édition Marvel Comics. Créé par John Byrne, le personnage de fiction apparaît pour la première fois dans le comic book Uncanny X-Men #109 en février 1978, série pendant un temps cogérée par Byrne et son collaborateur de longue date, le scénariste Chris Claremont.
Aussi connu comme l'Arme Alpha ou Vindicator, Guardian est le leader de la Division Alpha. Le personnage a été conçu pour être l'équivalent canadien de Captain America, son costume reprenant le drapeau canadien.

## Biographie du personnage
James MacDonald Hudson est un scientifique travaillant pour la corporation « Am-Can » sur l'élaboration d'une armure individuelle de type exosquelette.
Lorsqu'il apprend que son travail va être utilisé à des fins militaires par les américains, il vole le prototype de l'armure et en détruit les plans. Quand il quitte l'armure en dissimulant le casque de contrôle, il s'attend à être trainé en justice et arrêté pour sa rébellion. Mais sa petite-amie, Heather MacNeil, fait jouer ses relations politiques dans le gouvernement canadien pour convaincre le premier ministre canadien (vraisemblablement Pierre Trudeau) de faire pression sur Am-Can pour lever les charges contre celui-ci, et lui confier la gestion d'un nouveau « Département H ».
C'est alors qu'Hudson s'inspire des débuts des Quatre Fantastiques pour créer sa super-armure et devenir un super-héros lui-même. C'est ainsi qu'il forme la Division Alpha, une équipe de super-héros canadiens au service du gouvernement fédéral.
Il meurt dans le no 12 de la série et son costume est confié à sa femme (maintenant nommée Heather Hudson), qui l'adapte pour devenir Vindicator. Plus tard, Guardian revient d'entre les morts pour reprendre sa carrière, la technologie de son armure maintenant partie intégrante de son propre corps.
Plus tard, Hudson a sa mémoire totalement effacée, mais il s'avère que celui-ci était un clone de l'original, et que ce dernier a été retrouvé par le Sasquatch original. Le clone et d'autres nouvelles recrues de la division, furent transférées alors à la Division Béta, avec pour leader le clone de Guardian, jusqu'à ce que les deux Hudsons soient capturés par l'AIM et les clones tués lors de leur évasion.
Par la suite, Heather et James eurent un enfant, une petite fille — sans nom pour le moment — et sont en route avec l'enfant et plusieurs membres de la Division Alpha pour ramener une série d'œufs de Plodex sur leur monde d'origine.
Récemment, un accident ramène des copies temporelles de la Division Alpha originelle (avant la « mort » de Guardian) dans le présent, dont une copie d'Heather. Même si elle n'est pas un membre du département H, ce groupe agit actuellement comme la Division Alpha.

## Pouvoirs, capacités et équipement
Au début, Guardian utilisait un costume près du corps et techniquement avancé qui lui permettait de voler, d’émettre des rafales d'énergie et de le protéger par un champ de force personnel.
Pourtant, son pouvoir le plus spectaculaire consistait à suspendre sa position par rapport à la Terre, lui permettant de voyager vers l'ouest à grande vitesse en laissant le globe tourner sous lui.
Depuis qu'il est revenu d'entre les morts, la technologie qui était intégrée à son costume a été incorporée à son propre corps.